# Matt Long
Matthew Clayton „Matt” Long (ur. 18 maja 1980 w Winchester) – amerykański aktor.

## Życiorys
Urodził się w Winchester w Kentucky. Wychowywał się z młodszym bratem. Zaczął grać w przedstawieniach w szkole podstawowej. Był członkiem braterstwa Sigma Alpha Epsilon. Studiował na Western Kentucky University, gdzie poznał swoją przyszłą żonę Lora Chaffins. Wzięli ślub 23 kwietnia 2005. Zamieszkał w Hollywood. 
Po ukończeniu uniwersytetu, w 2002 przeniósł się do Nowego Jorku i znalazł pracę w wielu produkcjach teatralnych. Zadebiutował na ekranie jako szeregowy Smith w przygodowym dramacie wojennym The Greatest Adventure of My Life (2002) u boku Pata Hingle’a. W latach 2004–2005 występował w roli Jacka McCallistera w dobrze przyjętym przez krytyków serialu The WB Jack & Bobby z Christine Lahti i Loganem Lermanem. Po występie w telewizyjnym dreszczowcu Pajęczyna pozorów (Deceit, 2006) z Emmanuelle Chriqui, zagrał postać młodego Johnny’ego Blaze’a w komiksowej adaptacji Ghost Rider (2007) i rolę Tylera Prince’a w komedii Sydney i siedmiu nieudaczników. Powrócił na mały ekran grając idealistycznego współpracownika Dylana Hewitta w serialu ABC The Deep End (2010). Następnie przyjął rolę doktora Kyle’a Sommera w serialu fantastycznonaukowym SyFy Helix (2015). W 2019 został zaangażowany do roli Zeke’a Landona w serialu NBC Turbulencje (Manifest). 

## Filmografia

### Filmy
| Rok  | Tytuł                                         | Rola                    | Reżyser             |
| ---- | --------------------------------------------- | ----------------------- | ------------------- |
| 2001 | The Greatest Adventure of My Life             | szeregowy Smith         | Dorian Walker       |
| 2006 | Pajęczyna pozorów (Deceit, TV)                | Dave Ford               | Matthew Cole Weiss  |
| 2007 | Ghost Rider                                   | młody Johnny Blaze      | Mark Steven Johnson |
| 2007 | Sydney i siedmiu nieudaczników (Sydney White) | Tyler Prince            | Joe Nussbaum        |
| 2008 | Reflections (film krótkometrażowy)            | Nathan                  | Barry L. Caldwell   |
| 2009 | Powrót do domu (Homecoming)                   | Mike Donaldson          | Morgan J. Freeman   |
| 2013 | Gilded Lilys (TV)                             | John Kidd               | Brian Kirk          |
| 2015 | Woodshed (film krótkometrażowy)               | Isaac                   | Travis Newton       |
| 2018 | Christmas Joy (TV)                            | Ben Andrews             | Monika Mitchell     |
| 2018 | #Fashionvictim (TV)                           | detektyw Stephen Hopper | Mark Waters         |

### Seriale Tv
| Rok       | Tytuł                                 | Rola              | Uwagi |
| --------- | ------------------------------------- | ----------------- | --- |
| 2004–2005 | Jack & Bobby                          | Jack McCallister  | główna rola Nominacja - Nagroda Prism za najlepszy występ w serialu dramatycznym                                      |
| 2006      | Secrets of a Small Town               | Chad Wilson       | pilot serialu |
| 2010      | The Deep End                          | Dylan Hewitt      | główna rola |
| 2010      | Mad Men                               | Joey Baird        | powtarzająca się rola Nominacja – Nagroda Gildii Aktorów Ekranowych za wybitną kreację zespołu w serialu dramatycznym |
| 2011      | Miłość w wielkim mieście (Love Bites) | Matt              | odc.: „Keep on Truckin'”, „Sky High”, „Modern Plagues”                                                                |
| 2011      | 17th Precinct                         | Jimmy Travers     | pilot |
| 2012      | Gilded Lilys                          | John Kidd         | pilot |
| 2012      | Newsroom                              | Brad              | odc.: „The 112th Congress”                                                                                            |
| 2012–2013 | Prywatna praktyka (Private Practice)  | dr James Peterson | powtarzająca się rola                                                                                                 |
| 2013      | Lucky 7                               | Matt Korzak       | główna rola |
| 2015      | Helix                                 | dr Kyle Sommers   | główna rola (2 sezony)                                                                                                |
| 2017      | Graves                                | Jesse Enright     | drugoplanowa rola |
| 2018      | Poza czasem (Timeless)                | Ryan Millerson    | gościnna rola |
| 2019–     | Turbulencje (Manifest)                | Zeke Landon       | powtarzająca się rola (1 sezon) główna rola (2 sezon)                                                                 |